# Biathlon-Juniorenweltmeisterschaften 2019
Die Biathlon-Juniorenweltmeisterschaften 2019 (offiziell: IBU Youth/Junior World Championships Biathlon 2019) begannen am 27. Januar 2019 und endeten am 3. Februar 2019. Austragungsort war, wie bereits 2017, das slowakische Osrblie in der Nähe von Brezno.

## Medaillenspiegel
| Platz | Land                |   |   |   |    |
| ----- | ------------------- | - | - | - | -- |
| 01    | Norwegen            | 4 | 1 | 5 | 10 |
| 02    | Frankreich          | 2 | 2 | 2 | 6  |
| 03    | Slowenien           | 2 | 2 | – | 4  |
| 04    | Schweiz             | 2 | 1 | – | 3  |
| 05    | Ukraine             | 2 | – | – | 2  |
| 06    | Deutschland         | 1 | 5 | 3 | 9  |
| 07    | Russland            | 1 | 1 | – | 2  |
| 08    | Grönland            | 1 | – | – | 1  |
|       | Volksrepublik China | 1 | – | – | 1  |
| 10    | Tschechien          | – | 2 | 1 | 3  |
| 11    | Polen               | – | 1 | – | 1  |
|       | Belarus             | – | 1 | – | 1  |
| 13    | Finnland            | – | – | 2 | 2  |
|       | Italien             | – | – | 2 | 2  |
| 15    | Schweden            | – | – | 1 | 1  |

## Zeitplan
| Datum      | Männer  | Männer                        | Frauen  | Frauen                         |
| Datum      | Uhrzeit | Wettbewerb                    | Uhrzeit | Wettbewerb                     |
| ---------- | ------- | ----------------------------- | ------- | ------------------------------ |
| 27. Januar | 11:00   | Einzel Jugend (12,5 km)       | 14:00   | Einzel Jugend (10 km)          |
| 28. Januar | 11:00   | Einzel Junioren (15 km)       | 14:00   | Einzel Juniorinnen (12,5 km)   |
| 29. Januar | 11:00   | Staffel Jugend (3 × 7,5 km)   | 14:00   | Staffel Jugend (3 × 6 km)      |
| 30. Januar | 11:00   | Staffel Junioren (4 × 7,5 km) | 14:30   | Staffel Juniorinnen (3 × 6 km) |
| 1. Februar | 11:00   | Sprint Jugend (7,5 km)        | 14:00   | Sprint Jugend (6 km)           |
| 2. Februar | 11:00   | Sprint Junioren (10 km)       | 14:00   | Sprint Juniorinnen (7,5 km)    |
| 3. Februar | 11:10   | Verfolgung Junioren (12,5 km) | 12:00   | Verfolgung Juniorinnen (10 km) |
| 3. Februar | 14:15   | Verfolgung Jugend (10 km)     | 15:20   | Verfolgung Jugend (7,5 km)     |

## Ergebnisse Jugend männlich
| Rang | Name              |
| ---- | ----------------- |
| 1    | Alex Cisar        |
| 2    | Lovro Planko      |
| 3    | Otto Invenius     |
| 4    | Wladislaw Kirejew |
| 5    | Tomáš Mikyska     |
| 6    | Vetle Paulsen     |
| 7    | Maksim Fomin      |
| 8    | Rémi Broutier     |
| 9    | Oscar Lombardot   |
| 10   | George Colțea     |

| Rang | Name             |
| ---- | ---------------- |
| 1    | Alex Cisar       |
| 2    | Rémi Broutier    |
| 3    | Vetle Paulsen    |
| 4    | Tommaso Giacomel |
| 5    | Oscar Lombardot  |
| 6    | Niklas Hartweg   |
| 7    | Otto Invenius    |
| 8    | Maksim Fomin     |
| 9    | Tomáš Mikyska    |
| 10   | Lovro Planko     |

| Rang | Name              |
| ---- | ----------------- |
| 1    | Niklas Hartweg    |
| 2    | Trym Gerhardsen   |
| 3    | Jakub Kocián      |
| 4    | Wladislaw Kirejew |
| 5    | Hans Köllner      |
| 6    | Iacopo Leonesio   |
| 7    | Anton Vidmar      |
| 8    | Alex Cisar        |
| 9    | Iwan Tulazin      |
| 10   | Otto Invenius     |

| Rang | Name                                                                |
| ---- | ------------------------------------------------------------------- |
| 1    | DeutschlandHendrik Rudolph Darius Lodl Hans Köllner                 |
| 2    | SlowenienAnton Vidmar Lovro Planko Alex Cisar                       |
| 3    | ItalienIacopo Leonesio Tommaso Giacomel Didier Bionaz               |
| 4    | KasachstanKirill Bauer Nikita Akimow Wladislaw Kirejew              |
| 5    | UkraineWladyslaw Romantschytsch Dmytrii Chruschtschak Roman Borowyk |

## Ergebnisse Jugend weiblich
| Rang | Name                    |
| ---- | ----------------------- |
| 1    | Maren Bakken            |
| 2    | Amy Baserga             |
| 3    | Marte Møller            |
| 4    | Anna Gandler            |
| 5    | Anne De Besche          |
| 6    | Ukaleq Astri Slettemark |
| 7    | Camille Bened           |
| 8    | Laura Boucaud           |
| 9    | Tereza Jandová          |
| 10   | Zuzana Remeňová         |

| Rang | Name                    |
| ---- | ----------------------- |
| 1    | Amy Baserga             |
| 2    | Tereza Voborníková      |
| 3    | Maren Bakken            |
| 4    | Ukaleq Astri Slettemark |
| 5    | Anne De Besche          |
| 6    | Synne Owren             |
| 7    | Marte Møller            |
| 8    | Oksana Moskalenko       |
| 9    | Anna Gandler            |
| 10   | Anastassija Batmanowa   |

| Rang | Name                    |
| ---- | ----------------------- |
| 1    | Ukaleq Astri Slettemark |
| 2    | Tereza Voborníková      |
| 3    | Heidi Nikkinen          |
| 4    | Tereza Jandová          |
| 5    | Beatrice Trabucchi      |
| 6    | Camille Bened           |
| 7    | Amy Baserga             |
| 8    | Hanna-Michéle Hermann   |
| 9    | Amina Iwanowa           |
| 10   | Rebecca Passler         |

| Rang | Name                                                      |
| ---- | --------------------------------------------------------- |
| 1    | NorwegenMaren Bakken Marte Møller Anne De Besche          |
| 2    | DeutschlandLisa Spark Mareike Braun Hanna-Michéle Hermann |
| 3    | FrankreichLaura Boucaud Coline Pasteur Paula Botet        |
| 4    | PolenKarolina Janko Daria Gembicka Patrycja Stanek        |
| 5    | SlowenienLena Repinc Kaja Zorč Živa Klemenčič             |

## Ergebnisse Junioren
| Rang | Name                   |
| ---- | ---------------------- |
| 1    | Vebjørn Sørum          |
| 2    | Said Karimulla Chalili |
| 3    | Sivert Guttorm Bakken  |
| 4    | Bohdan Zymbal          |
| 5    | Tuuka Invenius         |
| 6    | Jaakko Ranta           |
| 7    | Julian Hollandt        |
| 8    | Ilnas Muchamedsianow   |
| 9    | Dsmitryj Lasouski      |
| 10   | Jakub Štvrtecký        |

| Rang | Name                        |
| ---- | --------------------------- |
| 1    | Vebjørn Sørum               |
| 2    | Martin Bourgeois République |
| 3    | Sivert Guttorm Bakken       |
| 4    | Said Karimulla Chalili      |
| 5    | Tim Grotian                 |
| 6    | Daniele Cappellari          |
| 7    | Danilo Riethmüller          |
| 8    | Émilien Claude              |
| 9    | Bohdan Zymbal               |
| 10   | Jakub Štvrtecký             |

| Rang | Name                        |
| ---- | --------------------------- |
| 1    | Martin Bourgeois République |
| 2    | Mikita Labastau             |
| 3    | Danilo Riethmüller          |
| 4    | Julian Hollandt             |
| 5    | Sebastian Stalder           |
| 6    | Danil Belezki               |
| 7    | Nico Salutt                 |
| 8    | Patrick Braunhofer          |
| 9    | Tim Grotian                 |
| 10   | Fredrik Grusd               |

| Rang | Name                                                                                  |
| ---- | ------------------------------------------------------------------------------------- |
| 1    | RusslandSaid Karimulla Chalili Ilnas Muchamedsianow Wadim Istamgulow Wassili Tomschin |
| 2    | DeutschlandJulian Hollandt Tim Grotian Philipp Lipowitz Danilo Riethmüller            |
| 3    | ItalienMichael Durand Patrick Braunhofer Cedric Christille Daniele Cappellari         |
| 4    | NorwegenJørgen Brendengen Krogsæter Fredrik Grusd Vebjørn Sørum Sivert Guttorm Bakken |
| 5    | FrankreichSébastien Mahon Thomas Briffaz Martin Bourgeois République Émilien Claude   |

## Ergebnisse Juniorinnen
| Rang | Name               |
| ---- | ------------------ |
| 1    | Ekaterina Bech     |
| 2    | Kamila Żuk         |
| 3    | Hanna Kebinger     |
| 4    | Elvira Öberg       |
| 5    | Sophie Chauveau    |
| 6    | Milena Todorowa    |
| 7    | Irina Kasakewitsch |
| 8    | Meng Fanqi         |
| 9    | Juliane Frühwirt   |
| 10   | Anna Krywonos      |

| Rang | Name                     |
| ---- | ------------------------ |
| 1    | Ekaterina Bech           |
| 2    | Hanna Kebinger           |
| 3    | Sophie Chauveau          |
| 4    | Nadia Moser              |
| 5    | Lou Jeanmonnot           |
| 6    | Marthe Kråkstad Johansen |
| 7    | Hilde Fosse              |
| 8    | Nika Vindišar            |
| 9    | Joanna Jakieła           |
| 10   | Chloe Levins             |

| Rang | Name                |
| ---- | ------------------- |
| 1    | Meng Fanqi          |
| 2    | Juliane Frühwirt    |
| 3    | Franziska Pfnür     |
| 4    | Tatjana Woronowa    |
| 5    | Mari Wetterhus      |
| 6    | Tamara Steiner      |
| 7    | Kamila Żuk          |
| 8    | Samuela Comola      |
| 9    | Hanna Kebinger      |
| 10   | Irene Lardschneider |

| Rang | Name                                                       |
| ---- | ---------------------------------------------------------- |
| 1    | FrankreichCamille Bened Sophie Chauveau Lou Jeanmonnot     |
| 2    | DeutschlandFranziska Pfnür Hanna Kebinger Juliane Frühwirt |
| 3    | SchwedenAmanda Lundström Annie Lindh Elvira Öberg          |
| 4    | ItalienSamuela Comola Irene Lardschneider Michela Carrara  |
| 5    | NorwegenMari Wetterhus Hilde Fosse Juni Arnekleiv          |